# Peter Federico
Peter Federico, né le 25 juillet 2002 à Madrid, est un footballeur international dominicain  qui évolue au poste d'ailier au Getafe CF.

## Biographie

### Carrière en club
Passé par les clubs amateurs du Getafe Olímpico et du Ciudad Getafe, Peter rejoint le centre de formation du Real Madrid en 2015,,.
Il fait ses débuts professionnels avec le Real sous l'égide de Carlo Ancelotti le 22 décembre 2021, lors d'une victoire 2-1 en Liga contre l'Athletic Bilbao,.

### Carrière en sélection
Sélectionnable à la fois pour l'Espagne et la République dominicaine, c'est avec ces derniers qu'il connait ses premières sélections en junior, prenant part au Championnat des moins de 15 ans de la CFU préparant le championnat de la CONCACAF, avec un but en 3 apparitions.

## Palmarès
| Real Madrid - La Liga (1) - Champion en 2021-22 |